# Euphorbia schimperi
Euphorbia schimperi là một loài thực vật có hoa trong họ Đại kích. Loài này được C.Presl mô tả khoa học đầu tiên năm 1845.

## Hình ảnh

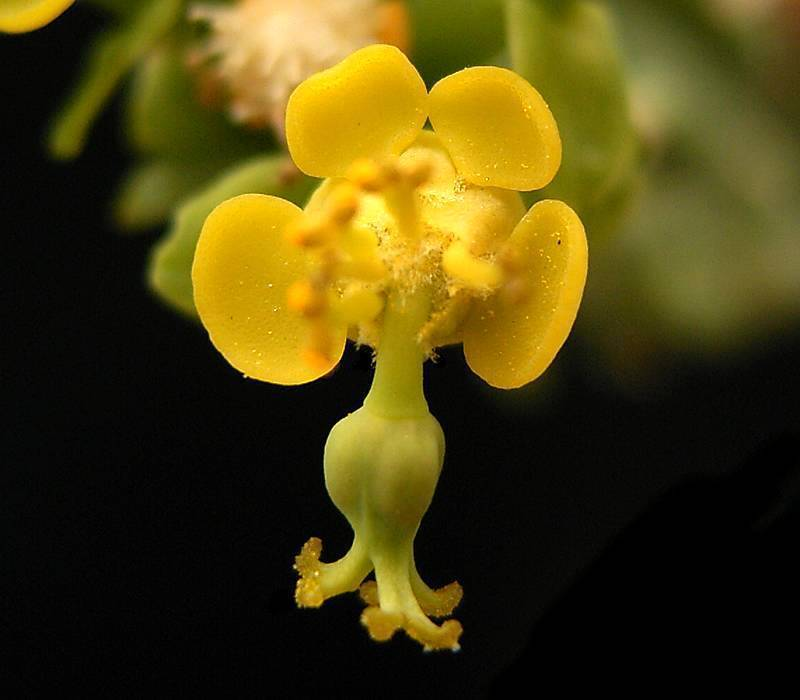
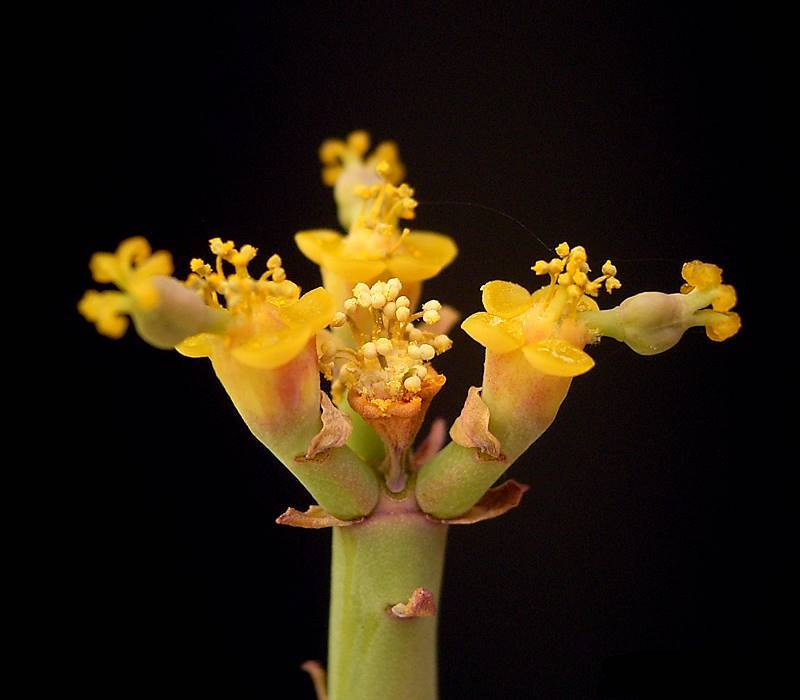
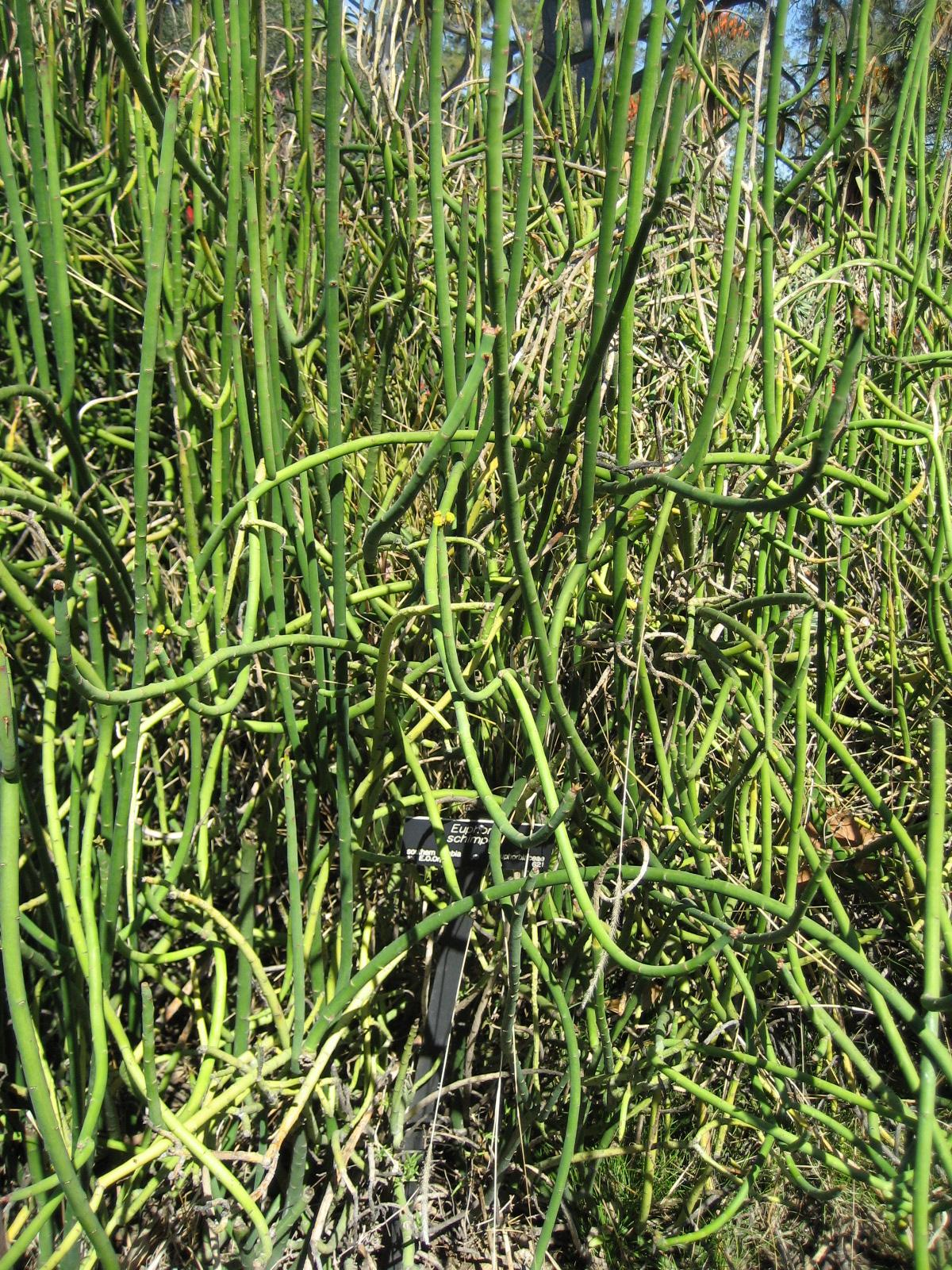
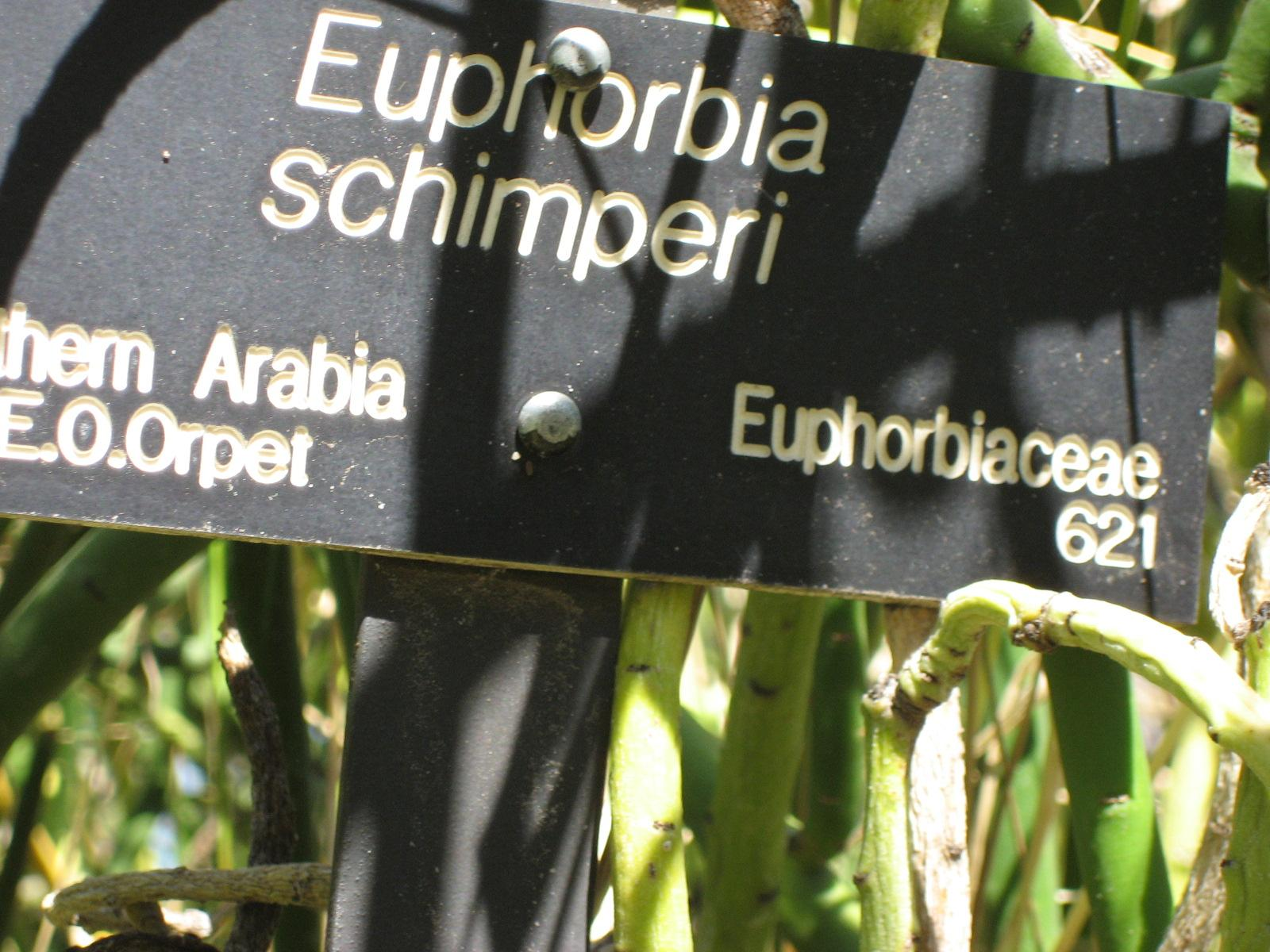